# Lotus E21
A Lotus E21 é um carro de Fórmula 1 desenhado e construído pela Lotus F1 para ser usado na Temporada de Fórmula 1 de 2013 e será pilotado pelo finlandês campeão de 2007 Kimi Raikkonen e pelo francês Romain Grosjean. Ambos competiram também pela Lotus em 2012.

## Anúncio da apresentação do carro
No dia 21 de janeiro de 2013 a Lotus anunciou que irá lançar o carro no dia 28 de janeiro do mesmo ano, com transmissão ao vivo pelo YouTube. Sendo assim, a Lotus será a primeira equipe a lançar seu novo carro.